# Parcela de pădure virgină de lângă Ruhotin
Parcela de pădure virgină (în ucraineană Буковий праліс) este o arie protejată de importanță locală din raionul Hotin, regiunea Cernăuți (Ucraina), situată la vest de satul Ruhotin. Este administrată de întreprinderea de stat „Silvicultura Hotin” (parcelele 23/3).
Suprafața ariei protejate constituie 33 de hectare, fiind creată în anul 1979 prin decizia comitetului executiv regional. Statutul a fost atribuit conservării unei părți valoroase a pădurii de fag în partea de est a arealului. Vârsta arborilor este de 180 de ani.